# Sylvie Orcier
Sylvie Orcier est une actrice française de cinéma, de théâtre et de télévision.
Elle a également été scénographe sur des pièces mise en scène par Patrick Pineau.

## Biographie
Sylvie Orcier suit sa formation de comédienne au Cours Florent et au Conservatoire national supérieur d'art dramatique à Paris .
Elle commence sa carrière à la fin des années 1970 au théâtre, au cinéma et à la télévision. Georges Lavaudant l’engage en 1989 pour, en 1996, l’intégrer dans la troupe du théâtre de l’Odéon.
Sylvie Orcier est comédienne, scénographe, costumière, mais aussi metteuse en scène, elle fait partie de la troupe de Patrick Pineau depuis sa création en 2002. Proche collaboratrice de ce dernier comme assistante à la mise en scène, elle tient son premier rôle de metteuse en scène à part entière dans Le Petit Chaperon Uf .
Pour sa deuxième mise en scène, dans Vols en piqué dans la salle, elle rend un hommage au célèbre artiste de cabaret allemand Karl Valentin .

## Filmographie

### Cinéma
- 1981 : Eaux profondes de Michel Deville : Jeanne Miller
- 1982 : Fernandel for ever de Vincent Lombard
- 1982 : Family Rock de José Pinheiro : Charlie
- 1982 : La Côte d'amour de Charlotte Dubreuil: Zoé
- 1983 : Le Jeune Marié de Bernard Stora : Bernadette
- 1984 : La Septième Cible de Claude Pinoteau : Mme Bolek
- 1986 : Suivez mon regard de Jean Curtelin : la fille délurée
- 1987 : Der gläserne Himmel de Nina Grosse : Bichette
- 1988 : Preuve d'amour de Miguel Courtois : Picard
- 1988 : La Méridienne de Jean-François Amiguet : Marthe
- 1989 : Trop belle pour toi de Bertrand Blier : Marie-Catherine

### Télévision
- 1981 : Julien Fontanes, magistrat (série télévisée, épisode La dixième plaie d'Égypte de Patrick Jamain
- 1982 : Un fait d’hiver de Jean Chapot: Nicky
- 1982 : Les Prédateurs de Jeanne Labrune: La fille
- 1984 : Aveugle, que veux-tu ? de Juan Luis Buñuel : Sarah
- 1985 : Le Génie du faux de Stéphane Kurc: Héléna et Saskia
- 1989 : Ceux de la soif de Laurent Heynemann: Rita
- 1994 : Navarro: L’échange: Sonja Blechin
- 1994 : Adieu les roses de Philippe Venault : Claire
- 2024 : les bois assassins de Anna Fassio

## Théâtre[5]

### Comédienne
- 1977 : Trésors des lettres françaises d'après Paul Éluard, conception Georges Daniel
- 1981 : L'Illusion comique de Pierre Corneille, mise en scène Pierre Romans
- 1981 : La Célestine d'après Fernando de Rojas, mise en scène Jean-Claude Amyl
- 1984 : Great Britain d'après Christopher Marlowe, mise en scène Jean-Hugues Anglade
- 1986 : L'Avare de Molière, mise en scène Roger Planchon
- 1989 : Féroé, la nuit de Michel Deutsch, mise en scène Georges Lavaudant
- 1990 : Platonov d’Anton Tchekhov, mise en scène Georges Lavaudant
- 1992 : Terra incognita de Georges Lavaudant mise en scène Georges Lavaudant
- 1993 : Un chapeau de paille d'Italie d’Eugène Labiche mise en scène Georges Lavaudant
- 1995 : La Capitale secrète de Gérard Watkins, mise en scène Gérard Watkins
- 1995 : Nuit bleue au cœur de l'ouest de James Stock, mise en scène Michel Cerda
- 1996 : Bienvenue & Cabaret mise en scène Georges Lavaudant, conception Georges Lavaudant
- 1996 : Le Roi Lear de William Shakespeare mise en scène Georges Lavaudant
- 1996 : La Cour des comédiens d’Antoine Vitez, mise en scène Georges Lavaudant
- 1997 : Histoires de France de Michel Deutsch, mise en scène Georges Lavaudant
- 1998 : Tambours dans la nuit de Bertolt Brecht, mise en scène Georges Lavaudant
- 1998 : La Noce chez les petits bourgeois de Bertolt Brecht, mise en scène Georges Lavaudant
- 1999 : L'Orestie d’Eschyle mise en scène Georges Lavaudant
- 2000 : Fanfares de Georges Lavaudant, mise en scène Georges Lavaudant
- 2001 : Un fil à la patte de Georges Feydeau mise en scène Georges Lavaudant
- 2002 : La Mort de Danton de Georg Büchner ,mise en scène Georges Lavaudant
- 2003 : El Pelele de Jean-Christophe Bailly, mise en scène Georges Lavaudant
- 2004 : La Cerisaie d’Anton Tchekhov, mise en scène Georges Lavaudant
- 2006 : Une demande en mariage, Le Tragédien malgré lui, L'Ours d’Anton Tchekhov, mise en scène Patrick Pineau
- 2009 : La Noce d'après Bertolt Brecht, mise en scène Patrick Pineau
- 2010 : Vols en piqué dans la salle d'après Karl Valentin, mise en scène Patrick Pineau
- 2010 : Sale août de Serge Valletti, mise en scène Patrick Pineau
- 2011 : Le Suicidé de Nikolaï Erdman, mise en scène Patrick Pineau
- 2012 : La Rose, la Bouteille et la Poignée de main, mise en scène Patrick Pineau
- 2016 : Lignes de faille de Nancy Huston, mise en scène Catherine Marnas
- 2016 : L'Art de la comédie d’Eduardo De Filippo, mise en scène Patrick Pineau
- 2017 : Jamais seul de Mohamed Rouabhi, mise en scène Patrick Pineau

### Scénographe
- 2001 : Fragments de théâtre I et II de Samuel Beckett, mise en scène Annie Perret
- 2001 : Monsieur Armand dit Garrincha de Serge Valletti, mise en scène Patrick Pineau
- 2003 : Les Barbares de Maxime Gorki mise en scène Patrick Pineau
- 2004 : Peer Gynt de Henrik Ibsen, mise en scène Patrick Pineau
- 2006 : Des arbres à abattre de Thomas Bernhard, mise en scène Patrick Pineau
- 2007 : On est tous mortels un jour ou l'autre d’Eugène Durif, mise en scène Patrick Pineau
- 2007 : Les Trois Sœurs d’Anton Tchekhov, mise en scène Patrick Pineau
- 2008 : Le Petit Chaperon Uf de Jean-Claude Grumberg, mise en scène Sylvie Orcier
- 2009 : La Noce d'après Bertolt Brecht, mise en scène Patrick Pineau
- 2010 : Sale août de Serge Valletti, mise en scène Patrick Pineau
- 2010 : Vols en piqué dans la salle d'après Karl Valentin, mise en scène Patrick Pineau
- 2011 : Le Suicidé de Nikolaï Erdman mise en scène Patrick Pineau
- 2012 : Les Méfaits du tabac d’Anton Tchekhov, mise en scène Patrick Pineau
- 2012 : L'Affaire de la rue de Lourcine d’Eugène Labiche, mise en scène Patrick Pineau
- 2013 : Le Conte d'hiver de William Shakespeare mise en scène Patrick Pineau
- 2016 : L'Art de la comédie d’Eduardo De Filippo mise en scène Patrick Pineau
- 2017 : Jamais seul de Mohamed Rouabhi, mise en scène Patrick Pineau
- 2018 : Ce sera comme ça de Claire Lasne-Darcueil, mise en scène Patrick Pineau
- 2020 : Moi, Jean-Noël Moulin, président sans fin de Mohamed Rouabhi, mise en scène Sylvie Orcier

### Costumière
- 2001 : Fragments de théâtre I et II de Samuel Beckett, mise en scène Annie Perret
- 2009 : La Noce d'après Bertolt Brecht, mise en scène Patrick Pineau
- 2010 : Sale août de Serge Valletti, mise en scène Patrick Pineau
- 2011 : Le Suicidé de Nikolaï Erdman mise en scène Patrick Pineau
- 2013 : Le Conte d'hiver de William Shakespeare mise en scène Patrick Pineau
- 2020 : Moi, Jean-Noël Moulin, président sans fin de Mohamed Rouabhi, mise en scène Sylvie Orcier

### Mise en scène
- 2008 : Le Petit Chaperon Uf de Jean-Claude Grumberg, mise en scène Sylvie Orcier
- 2020 : Moi, Jean-Noël Moulin, président sans fin de Mohamed Rouabhi, mise en scène Sylvie Orcier

### Assistante de mise en scène
- 1992 : Conversations sur la montagne d’Eugène Durif mise en scène Patrick Pineau

### Lectrice
- 1991 : Le Bel Habit du défunt de Ramón María del Valle-Inclán, mise en scène Jean-Jacques Préau

### Compositrice
- 2018 : Ce sera comme ça de Claire Lasne-Darcueil, mise en scène Patrick Pineau

### Participation
- 2019 : Dans mes bras, chorégraphie Sylvain Groud

#### Collaboration artistique
- 2012 : Les Méfaits du tabac d’Anton Tchekhov, mise en scène Patrick Pineau
- 2012 : L'Affaire de la rue de Lourcine d’Eugène Labiche, mise en scène Patrick Pineau
- 2013 : Le Conte d'hiver de William Shakespeare mise en scène Patrick Pineau